# 東海カーボン
東海カーボン株式会社（とうかいカーボン、英文社名:TOKAI CARBON CO., LTD.）は、東京都港区に本社を置く炭素製品の大手メーカーである。日経平均株価およびJPX日経インデックス400の構成銘柄の一つ。

## 沿革
- 1918年4月 - 東海電極製造株式会社として設立[1]。
- 1949年5月 - 東京証券取引所、大阪証券取引所、名古屋証券取引所に上場[1]。
- 1975年6月 - 現社名に変更[1]。
- 1987年9月 - ニューヨークにTOKAI CARBON AMERICA, INC.を設立[1]。
- 1992年1月 - 東洋カーボンと合併[1]。
- 1996年8月 - 韓国に韓国東海カーボンを設立[1]。
- 1999年
  - 4月 - イギリスのバーミンガムにTOKAI CARBON EUROPE LTD.を設立[1]。
  - 12月 - スウェーデンのSVENSK SPECIAL GRAFIT ABを子会社化。
- 2002年9月 - 中国にSGL TOKAI CARBON LTD. SHANGHAIを設立[1]。
- 2003年
  - 7月 - 千葉県八千代市に東海マテリアル株式会社を設立[1]。
  - 10月 - 大阪証券取引所、名古屋証券取引所の上場廃止[1]。
- 2004年4月 - 住友商事と共同で中国に東海炭素（天津）有限公司を設立[1]。
- 2006年
  - 3月 - 中国の大連に大連東海結金藤素有限公司を設立[1]。
  - 7月 - 東海高熱工業を完全子会社化。
- 2017年11月 - 昭和電工よりSGL GE Carbon Holding LLCを買収。

## 歴代社長
| 代           | 氏名         | 就任日        | 退任日         | 備考         |
| 東海電極製造 | 東海電極製造 | 東海電極製造  | 東海電極製造   | 東海電極製造 |
| ------------ | ------------ | ------------- | -------------- | ------------ |
| 1            | 寒川恒貞     | 1918年4月8日  | 1941年4月11日  | [ 4 ]        |
| 2            | 寒川恒一郎   | 1941年4月11日 | 1961年8月26日  | 在任中に死去 |
| 3            | 稲田辰男     | 1961年9月11日 | 1972年1月29日  | [ 4 ]        |
| 4            | 鳥越熊衛     | 1972年1月29日 | 1975年1月29日  | 社名改称     |
| 東海カーボン |              |               |                |              |
| 4            | 鳥越熊衛     | 1975年1月30日 | 1981年12月31日 | 在任中に死去 |
| 5            | 伊藤国二郎   | 1982年1月7日  | 1990年3月      |              |
| 6            | 三文字昌久   | 1990年3月     | 1996年3月      |              |
| 7            | 大嶽史記夫   | 1996年3月     | 2007年1月      |              |
| 8            | 工藤能成     | 2007年1月     | 2015年2月      |              |
| 9            | 長坂一       | 2015年2月     | 現職           |              |

## 所在地
- 本社 - 東京都港区

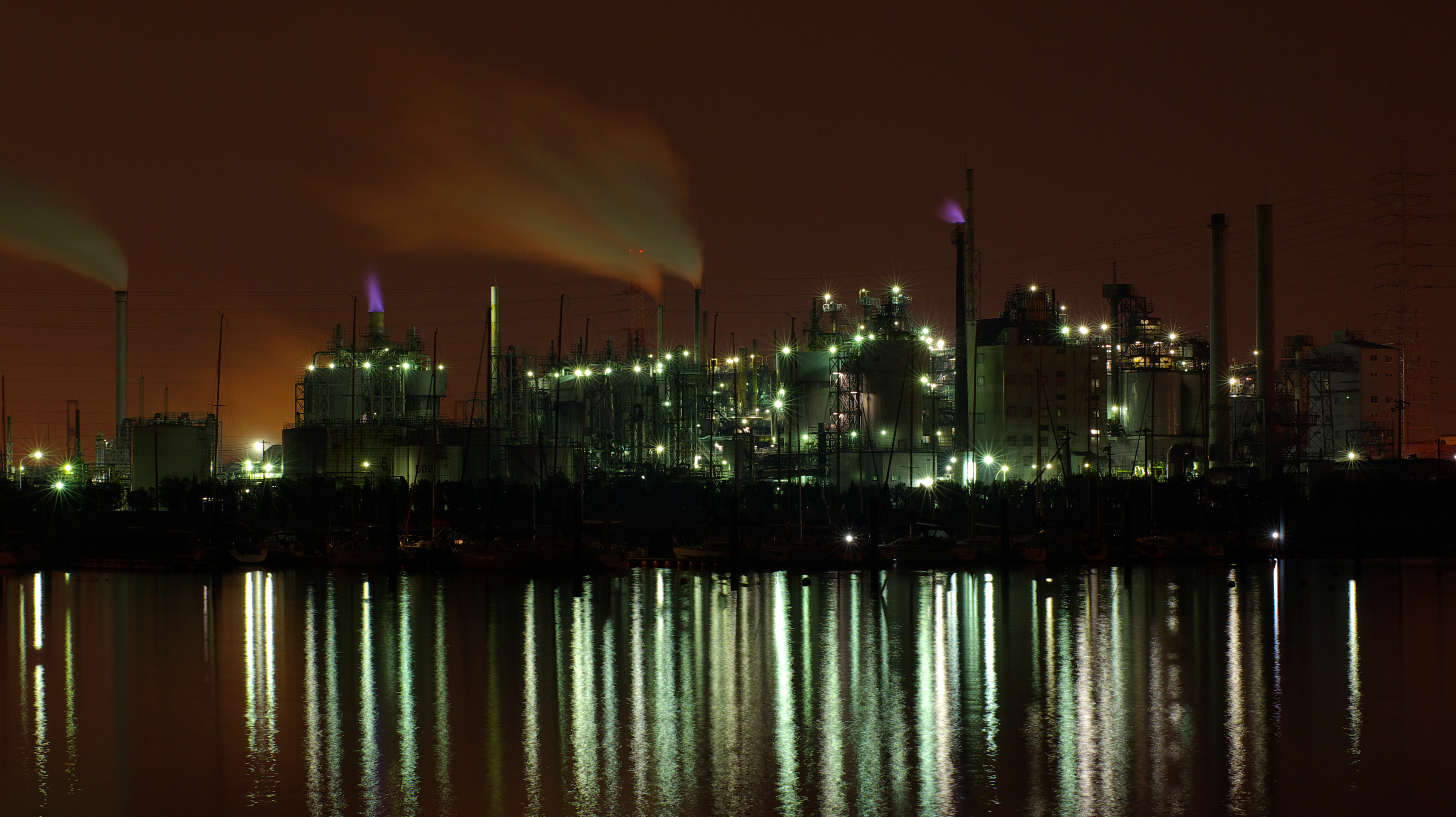
知多工場の夜景

- 湘南事業所、茅ヶ崎工場、茅ヶ崎第二工場 - 神奈川県茅ヶ崎市
- 石巻工場 - 宮城県石巻市
- 知多工場、知多研究所 - 愛知県知多郡武豊町
- 滋賀工場 - 滋賀県近江八幡市
- 防府工場、防府研究所 - 山口県防府市
- 九州若松工場 - 福岡県北九州市若松区
- 田ノ浦工場 - 熊本県葦北郡芦北町
- 富士研究所 - 静岡県駿東郡小山町

## グループ

### 連結子会社
| 国             | 企業                               | 事業                                        | 資本金        |
| -------------- | ---------------------------------- | ------------------------------------------- | ------------- |
| 日本           | 東海高熱工業                       | 工業炉事業 セラミック製品の製造・販売       | 14億円        |
| 日本           | エレマ産業                         | 工業炉事業                                  | 1,000万円     |
| 日本           | 三友ブレーキ                       | 摩擦材の製造・販売                          | 1,000万円     |
| 日本           | 東海能代精工                       | 摩擦材の製造・販売                          | 1,000万円     |
| 日本           | 東海マテリアル                     | 摩擦材の製造・販売                          | 1億円         |
| 日本           | 東海ファインカーボンマシニング     | ファインカーボンの加工・販売 黒鉛電極の販売 | 8,500万円     |
| 日本           | グラファイト化工                   | トーカベイト（不浸透性黒鉛）事業            | 7,500万円     |
| 日本           | オリエンタル産業                   | ファインカーボンの加工 鉛筆用芯の製造・販売 | 4,000万円     |
| 日本           | 東海運輸                           | 貨物の運送                                  | 3,900万円     |
| 日本           | ティー・シー・ファイナンス         | 設備のリース                                | 5,000万円     |
| アメリカ合衆国 | TOKAI CARBON U.S.A.,INC            | ファインカーボンの製造・販売                | 1,620万ドル   |
| イギリス       | TOKAI CARBON EUROPE LTD.           | ファインカーボンの製造・販売                | 250万ポンド   |
| イギリス       | TOKAI CARBON UK LTD.               | ファインカーボンの製造・販売                | 1ポンド       |
| イタリア       | TOKAI CARBON ITALIA S.R.L.         | ファインカーボンの製造・販売                | 9,000万₤      |
| スウェーデン   | SVENSK SPECIALGRAFIT AB            | ファインカーボンの製造・販売                | 20万セック    |
| タイ           | THAI TOKAI CARBON PRODUCT CO., LTD | カーボンブラックの製造・販売                | 8億バーツ     |
| 中国           | 東海炭素（天津）有限公司           | カーボンブラックの製造・販売                | 1,900万ドル   |
| 中国           | 上海東海高熱耐火制品有限公司       | 工業炉事業                                  | 340万ドル     |
| ドイツ         | ERFTCARBON GmbH                    | 黒鉛電極の製造・販売                        | 818,067ユーロ |

### 持分法適用会社
| 国             | 企業                                  | 事業                         | 資本金       |
| -------------- | ------------------------------------- | ---------------------------- | ------------ |
| 日本           | 平成セラミックス                      | 工業炉事業                   | 1億5,000万円 |
| アメリカ合衆国 | MWI,INC.                              | ファインカーボンの製造・販売 | 1万429ドル   |
| 韓国           | 韓国東海カーボン                      | ファインカーボンの製造・販売 | 45億ウォン   |
| 中国           | 大連東海結金藤素有限公司              | ファインカーボンの製造・販売 |              |
| 中国           | SGL TOKAI CARBON LTD., SHANGHAI       | 黒鉛電極の製造・販売         | 1,400万ドル  |
| シンガポール   | SGL TOKAI PROCESS TECHNOLOGY PTE.LTD. | トーカベイト事業             |              |

### 持分法非適用会社
| 国   | 企業                 | 事業                                 | 資本金    |
| ---- | -------------------- | ------------------------------------ | --------- |
| 日本 | 名古屋グリーン倶楽部 | ゴルフ練習場の経営                   |           |
| 日本 | ランコムトーヨー     | コンピュータソフトウェアの開発・販売 | 1,000万円 |

## 出来事
- 2020年7月5日 - 令和2年7月豪雨で田ノ浦工場の敷地が冠水。その中で黒鉛化炉に雨水が侵入し、水蒸気爆発による火災が発生した。死傷者無し[9]。

## 同業他社
- SECカーボン株式会社
- 日本カーボン株式会社
- 東洋炭素株式会社
- 昭和電工株式会社